# Amos Tutuola
Amos Tutuola (Abeokuta, 20 giugno 1920 – Ibadan, 8 giugno 1997) è stato uno scrittore nigeriano.
Le sue opere sono note per i numerosi riferimenti al folclore e alla mitologia del popolo Yoruba.

## Biografia
Tutuola nacque nel 1920 ad Abeokuta, in Nigeria. I suoi genitori erano coltivatori di cacao di etnia Yoruba e religione cristiana. A sette anni andò a servizio da F. O. Monu, un uomo di etnia Ibo, che lo mandò a scuola presso l'Esercito della Salvezza. A dodici anni frequentò la scuola anglicana ad Abeokuta. Alla morte di suo padre, nel 1939, Tutuola abbandonò gli studi e divenne un apprendista fabbro, professione che esercitò dal 1942 al 1945 per la Royal Air Force. In seguito svolse numerosi altri mestieri; vendette il pane e fu messaggero del Dipartimento del Lavoro nigeriano. Nel 1946 completò il suo primo libro, The Palm-Wine Drinkard, e nel 1947 sposò Victoria Alake, da cui avrebbe avuto quattro figli maschi e quattro femmine.
I primi tre libri di Tutuola gli guadagnarono la notorietà a livello addirittura internazionale. Fu uno dei fondatori dello Mbari Club, un'organizzazione di scrittori ed editori destinata a diventare un importantissimo polo culturale della Nigeria. In seguito tenne lezioni all'Università di Ife (oggi Obafemi Awolowo University) e all'University of Iowa. Visse gli ultimi anni principalmente a Ibadan e Ago-Odo. Morì a 77 anni, di ipertensione e diabete.

## Opera
Nonostante gli studi piuttosto limitati, Tutuola scrisse i suoi romanzi in inglese, precorrendo la tradizione della letteratura africana in lingua inglese che avrebbe avuto moltissimi dei suoi esponenti di spicco proprio in Nigeria. Il suo primo romanzo, Il bevitore di vino di palma, viene considerato un classico; fu pubblicato a Londra da Faber and Faber nel 1952 e poi tradotto in diverse altre lingue. Fu il celebre poeta Dylan Thomas a notare quest'opera e portarla all'attenzione della critica e del pubblico, favorendone il successo. Nonostante l'interesse della critica internazionale, il romanzo fu molto criticato in Nigeria per l'uso fantasioso della lingua inglese, che Tutuola intenzionalmente fece tendere al pidgin.
Lo stile letterario molto originale di Tutuola ricalca le tecniche descrittive usate nella tradizione orale del suo paese con l'aggiunta di una dirompente fantasia ininterrotta in tutte le sue opere. 
Dopo Il bevitore Tutuola continuò a esplorare la tradizione folkloristica Yoruba in numerose altre opere, fra cui My Life in the Bush of Ghosts (1954), che tra l'altro ispirò l'album omonimo degli artisti Brian Eno e David Byrne. Molte delle opere di Tutuola sono raccolti presso lo Harry Ransom Humanities Research Center della Università del Texas a Austin.